# Nymphon surinamense
Nymphon surinamense is een zeespin uit de familie Nymphonidae. De soort behoort tot het geslacht Nymphon. Nymphon surinamense werd in 1975 voor het eerst wetenschappelijk beschreven door Stock. 